# Springerichthys kulbickii
Springerichthys kulbickii es una especie de pez de la familia Tripterygiidae en el orden de los Perciformes.

## Morfología
• Los machos pueden llegar alcanzar los 3 cm de longitud total.

## Hábitat
Es un pez de mar y de clima subtropical y asociado a los  arrecifes de coral que vive entre 2-15 m de profundidad.

## Distribución geográfica
Se encuentra desde Australia hasta Nueva Caledonia, Fiyi, Tonga y la Samoa Americana.

## Observaciones
Es inofensivo para los humanos.